# Salto de Peña
Salto de Peña är en ort i Mexiko.   Den ligger i kommunen Jerécuaro och delstaten Guanajuato, i den centrala delen av landet, 180 km nordväst om huvudstaden Mexico City. Salto de Peña ligger 2 001 meter över havet och antalet invånare är 964.
Terrängen runt Salto de Peña är kuperad västerut, men österut är den platt. Runt Salto de Peña är det ganska tätbefolkat, med 78 invånare per kvadratkilometer. Närmaste större samhälle är Tarimoro, 14,9 km väster om Salto de Peña. I omgivningarna runt Salto de Peña växer huvudsakligen savannskog.